# American Bashkir Curly Horse
Das American Bashkir Curly Horse – auch kurz Curly Horse – ist eine nordamerikanische Pferderasse. Charakteristisch sind das gelockte Deck- und Langhaar, wofür ein dominantes „Curly-Gen“ verantwortlich ist.
Hintergrundinformationen zur Pferdebewertung und -zucht finden sich unter: Exterieur, Interieur und Pferdezucht.

## Exterieur
Das American Bashkir Curly Horse hat ein Stockmaß von 140 bis 165 cm. Es hat oft schräge, geschlitzt wirkende Augen und die Wimpern sind nach oben gebogen. Die Hufe sind hart und nahezu kreisrund. Die Curlys gibt es in allen Farben.

### Gelocktes Fell
Das Winterfell ist lang und gelockt, das Sommerfell ist glatt bis leicht gewellt. Die Mähne und der Schweif sind gewellt. Bei manchen Curlys werden Mähne und Schweif beim Fellwechsel im Frühjahr abgeworfen und wachsen dann wieder nach. Auch das Haar in den Ohren ist gelockt.
Es ist inzwischen nachgewiesen, dass das American Bashkir Curly Horse nicht mit dem ebenfalls gelockten Baschkiren aus der russischen Steppe verwandt ist. Auch von anderen Stellen der Erde sind Abbildungen und Beschreibungen gelockter Pferde bekannt. Bis heute ist unklar, ob es sich dabei ebenfalls um Pferde mit dem dominanten Gen der American Curlys handelt, und welcher Herkunft das American Curly ist.
Pferdehaarallergiker sollen auf die andere Beschaffenheit des Curly-Fells und deren Haut nicht allergisch reagieren. Manchmal gibt es auch glatthaarige Curlys, auch straight Curlys genannt. Auch sie haben diesen anderen Hauttyp und sollen für Allergiker geeignet sein. Eine neuere Studie konnte diese Behauptung nicht bestätigen.
American Bashkir Curly Horses  haben nicht den typischen Pferdegeruch, sondern riechen eher nach Lammwolle. Auch trocknet das Fell nach einem Regen viel schneller als bei anderen Pferderassen.

## Interieur
Das American Bashkir Curly Horse ist ein robustes Pferd, das unter harten Bedingungen im Winter überleben kann. Bei den American Curlys handelt es sich durchgehend um sehr ruhige und nervenstarke Pferde. Sie lernen schnell und sind für den Menschen sehr zuverlässig.

## Zuchtgeschichte
Die Herkunft des American Bashkir Curly Horse ist unklar. Nachgewiesen ist, dass die Crow- und Sioux-Stämme bereits Anfang des 19. Jahrhunderts vereinzelt gelockte Pferde besaßen. 1898 entdeckte der Farmer Peter Damele zusammen mit seinem Vater in Nevada eine Herde gelockter Wildpferde und fing sie ein. Ob diese verwandt mit den gelockten Pferden der Indianer waren, ist ungeklärt. Die Dameles züchteten mit ihnen, wobei sie die robusten Wildpferde mit ihren Ranchpferden kreuzten. Dabei kamen auch der Araberhengst Nevada Red und später der Morganhengst Ruby Red King zum Einsatz. Das gelockte Fell und das robuste, freundliche Wesen der Curlys vererbte sich dominant weiter. Auch Nachbarn der Farmer setzten bald Curlys in ihrer Zucht ein, wobei kein Wert auf eine Reinzucht aus der ursprünglichen Herde gelegt wurde. So entstand ein breites Spektrum von Curly-Typen, denen das gelockte Fell gemeinsam ist. Seit 1971 gibt es ein Zuchtregister.